# Термобия домашняя
Термобия домашняя (лат. Thermobia domestica) — вид бескрылых насекомых из семейства чешуйниц.

## Описание
Насекомые достигают максимальной длины до 13 мм.

## Распространение
Вид широко распространён в Центральной и Южной Европе, а также в Передней Азии.

## Образ жизни
Как следует из названия, термобии предпочитают тёплые места, такие как пекарни, где они питаются мукой и хлебом, а также животными продуктами. Термобии любят темноту и могут совсем обходиться без света. Они питаются органическими материалами, особенно целлюлозой, сахаром и крахмалом

## Размножение
Самок узнают по их длинному яйцекладу; они кладут яйца (от 5 до 40) через определённый промежуток времени. При оптимальных условиях детёныши вылупляются через 14 дней. Период развития до взрослого насекомого составляет от 3 до 6 месяцев. В возрасте от 1,5 до 4,5 месяцев самка термобии начинает откладывать яйца , если температура подходящая (32–41 ° C или 90–106 ° F). Она может отложить до 6000 яиц за 3–5 лет жизни.